# Андреа Маннаї
Андреа Маннаї (італ. Andrea Mannai, 2 травня 1963) — італійський професійний боксер, призер чемпіонатів Європи серед аматорів.

## Аматорська кар'єра
На чемпіонаті Європи 1985 завоював срібну медаль.
- У чвертьфіналі переміг Константина Титою (Румунія) — 5-0
- У півфіналі переміг Шона Кейсі (Ірландія) — 4-1
- У фіналі програв Дітеру Бергу (НДР) — 0-5

На чемпіонаті світу 1986 переміг Кім Гван Сон (Південна Корея) і програв Педро Орландо Реєсу (Куба).
На чемпіонаті Європи 1987 завоював бронзову медаль.
- У чвертьфіналі переміг Пола Баттімера (Ірландія) — 5-0
- У півфіналі програв Андреасу Тевсу (НДР) — 1-4

На Середземноморських іграх 1987 програв в першому бою.
На Олімпійських іграх 1988 програв в першому бою Артуру Джонсону (США).

## Професіональна кар'єра
Відразу після Олімпіади перейшов до професійного боксу. Впродовж 1988—1994 років провів 20 боїв проти маловідомих боксерів.